# Air Mandalay
Air Mandalay – birmańska linia lotnicza z siedzibą w Rangunie. 